# Tuxoctenus mcdonaldae
Espèce
Tuxoctenus mcdonaldae est une espèce d'araignées aranéomorphes de la famille des Miturgidae.

## Distribution
Cette espèce est endémique d'Australie. Elle se rencontre au Queensland et dans le Nord de l'Australie-Occidentale.

## Description
La carapace de mâle holotype mesure 1,63 mm sur 1,41 mm et son abdomen 1,41 mm sur 0,78 mm. La carapace de la femelle paratype mesure 1,75 mm sur 1,34 mm et son abdomen 2,03 mm sur 1,53 mm

## Étymologie
Cette espèce est nommée en l'honneur de Sue McDonald.

## Publication originale
- Raven, 2008 : Revisions of Australian ground-hunting spiders: III. Tuxoctenus gen. nov. (Araneomorphae: Zoridae). Records of the Western Australian Museum, vol. 24, p. 351-361 (texte intégral).